# Hofkirche Bruchsal

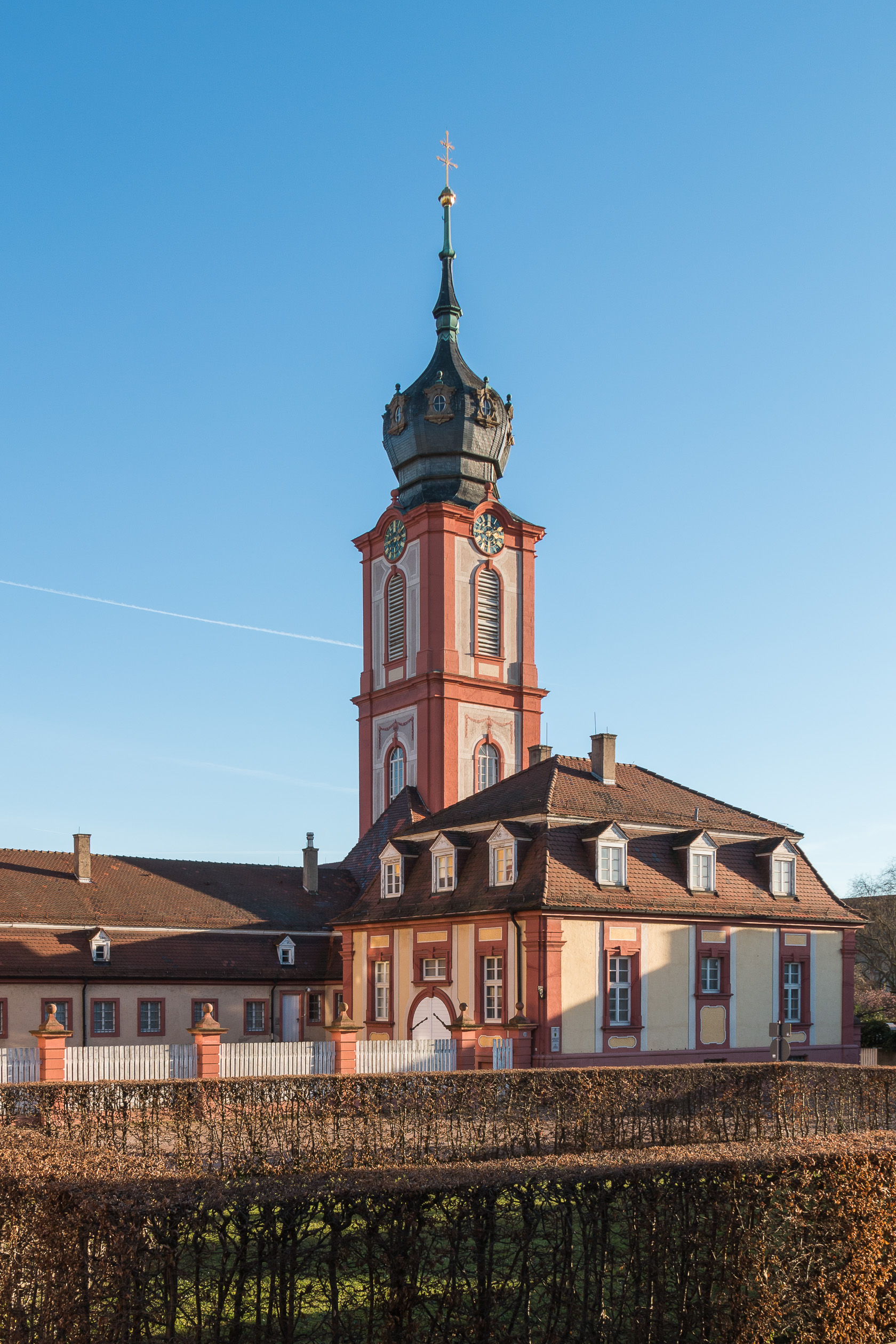
Kirchturm der Hofkirche Bruchsal, davor die Hofapotheke

Die Hofkirche Bruchsal ist eine ursprünglich 1724 erbaute Kirche im Südflügel der barocken Schlossanlage in Bruchsal. Die im März 1945 in Folge eines Bombardements ausgebrannte Anlage wurde in den 1960er Jahren wieder aufgebaut – wobei die Hofkirche eine moderne Ausstattung erhielt.

## Geschichte

### Bis 1945
Schon während des Baues des Schlosses beschäftigten sich die Gedanken des Fürstbischofs Schönborn mit der zukünftigen Aufgliederung und dem Aufbau der Seelsorge in Bruchsal. Solche Überlegungen sprach er zum ersten Male ein Jahr nach dem Beginn des Baues des Kirchenflügels am 4. Dezember 1724 aus. Er wollte die Stadt in drei Pfarrbezirke teilen – das Stadtinnere, die östliche Vorstadt und die Residenzvorstadt, auch Speyerer Vorstadt genannt. Für das Stadtinnere war die Stiftskirche „Unserer Lieben Frau“ der Mittelpunkt der Seelsorge, für die östliche Vorstadt die Peterskirche und für die Residenzvorstadt sollte es die Hofkirche werden.
Seine eigentlichen Gedanken über die Anfänge der Hofpfarrei aber hat er in seinem „Decretum et constitutio“ zusammenfasst, das im Jahre 1728 von ihm selbst niedergeschrieben wurde. In dieser Niederschrift hat Schönborn bekannt, wie ernst er es mit seinem bischöflichen Amt nahm. Er machte sich Gedanken, von welchen Intentionen sich ein Bischof leiten lassen müsse und welche Beweggründe er nicht haben sollte; was ein guter Bischof sei und tue und wie wichtig treue und eifrige Diener seien. Seine Amtsangelegenheiten aber wolle er mit dem Bau der neuen „Hof- und respektive Pfarrkirche“ beginnen.
Schönborn verspricht in dieser Niederschrift, dass er für die Kirche sorgen wolle und gibt in 57 kurzen Sätzen an, was noch zu tun sei, damit eine echte Gemeinde, ein Pfarramt entstehe, ein Gottesdienst gehalten und eine Helferschar der Gemeinde gebildet werden könne. In diesem Vorhaben liegt die eigentliche Gründungsurkunde der Hofpfarrei. Der Hofkirche war von Anfang an eine doppelte Aufgabe zu eigen: Hof- und Kathedralkirche und dennoch auch Pfarrkirche für das Volk zu sein. Diese Stellung behielt sie bei bis zum Tode Bischof Wilderichs im Jahre 1810; danach blieb sie Pfarrkirche für die katholische Kirchengemeinde bis zur Zerstörung am 1. März 1945. Diese war so total, dass der Wiederaufbau einer Neugründung glich; die Rechte der Kirche und die Pflichten des Badischen Staates, die im Laufe des 19. und 20. Jahrhunderts bis ins Einzelne geklärt werden mussten, blieben die gleichen.

### Der Wiederaufbau nach 1945
Der Wiederaufbau der Hofkirche erfolgte in den Jahren 1960 bis 1966. Es musste die Gesamtgestalt des Schlosses, wie es geplant war, gewahrt werden, der Kirchenflügel sich also dem Kammerflügel anpassen. Bereits am 28. Oktober 1953 konnte die Pfarrgemeinde das Richtfest des Hofkirchenturmes feiern, der am 2. Februar und 1. März 1945 in der oberen Hälfte zerstört worden war.
Am 21. Juli 1966 wurde die Hofkirche durch Hofpfarrer Alois Westermann benediziert und so in den Dienst Gottes gestellt. Vor der Konsekration musste aber noch die Ausstattung erfolgen, die allerdings nicht die alte Barockkirche wiederbrachte, sondern eine völlig moderne Gestaltung. So ist beispielsweise der „Kreuzweg der Versöhnung“ von HAP Grieshaber von 1969 zu sehen, bestehend aus 14 Holzreliefs (Holzschnittdruckstöcken, 70 × 80 cm) in den Farben Weiß und Gold. Am 8. März 1970 wurde die Hofkirche von dem Freiburger Erzbischof Hermann Schäufele feierlich konsekriert.